# Tom Bagley
Tom Bagley (ur. 3 grudnia 1939 roku w Filadelfii) – amerykański kierowca wyścigowy.

## Życiorys
Bagley rozpoczął karierę w międzynarodowych wyścigach samochodowych w 1972 roku od startów w Amerykańskiej Formule Super Vee Robert Bosch/Valvoline Championship. Z dorobkiem ośmiu punktów został sklasyfikowany na siedemnastej pozycji w końcowej klasyfikacji kierowców. Cztery lata później został mistrzem tej serii. W późniejszym okresie Amerykanin pojawiał się także w stawce SCCA National Championship Runoffs Formula Super Vee, Grand Prix de Trois-Rivieres, CASC Player's Challenge Series, Europejskiej Formuły 2, Formuły Atlantic IMSA, IMSA Camel GT Challenge, USAC Mini-Indy Series, Can-Am, USAC National Championship, CART Indy Car World Series, IMSA Camel Lights, Indianapolis 500 oraz IMSA Firestone Firehawk.
W CART Indy Car World Series Bagley startował w latach 1979-1980, 1983. Najlepszy wynik Amerykanin osiągnął w 1979 roku, kiedy uzbierane 1208 punktów dało mu ósme miejsce w klasyfikacji generalnej.